# ジャレッツビル
ジャレッツビル（Jarrettsville）は、アメリカ合衆国メリーランド州ハーフォード郡にある、メリーランド州の非法人地域であり、また同州の国勢調査指定地域である。 2010年の国勢調査では、人口は2,916人であった。 

## 名前の由来
この町の名前は、1800年代にこの地域を発展させたジャレット家にちなんで名付けられた。マイレディースマナーが1978年にアメリカ合衆国国家歴史登録財に登録され、その一部にジャレッツビルが含まれていることでも有名。 

## 地理
ジャレッツビルはハーフォード郡の北西部にある。
メリーランドルート23は町の中心部を通っており、南東の14km地点にはベルエア、都庁所在地があり、北西19kmにあるペンシルベニア州国境までとなっている。メリーランドルート165もジャレッツビルの中心部を通り、北東19km地点のペンシルベニア州境から、南の13km地点にあるボールドウィンまでとなっている。
米国国勢調査局によれば、総面積は22.4平方キロメートルで  、そのうちの0.07平方キロメートルが水である。 

## 人口統計
2000年の国勢調査の時点で、ジャレッツビルには2,756人、900世帯、781家族が居住している。人口密度は1平方マイルあたり315.8人であった。 
人種的の構成は白人が97.21%、アフリカ系アメリカ人が1.16%、ネイティブアメリカンが0.15％、アジア人が0.29%、その他の人種が0.33％、2つ以上の人種が0.87%、ラテンアメリカは0.54％であった。
世帯数は900世帯で、そのうち43.7％が18歳未満の子供を同居しており、77.6％が夫婦同居、6.4％が夫がおらず、13.2％が非家族であった。全世帯の11.1％は個人で構成されており、5.4％が65歳以上の一人暮らしの人である。 1世帯あたりの平均人数はおよそ3.05人であり、家庭の場合は、3.30人である。
年齢別では18歳未満で28.9％、18歳から24歳で6.5％、25歳から44歳で26.4％、45歳から64歳で29.0％、65歳で9.2％であった。年齢の中央値は39歳であった。女性100人に対し男性は101.3人であった。 18歳以上の女性100人に対し男性は97.3人であった。
世帯収入の中央値は69,632ドル(日本円で約790万円)で、家族の収入の中央値は81,771ドル(約930万円)であった。男性の収入の中央値は51,524ドル(約580万円)であったが、女性の収入は31,905ドル(約360万円)であった。 一人当たりの収入は29,246ドル(約330万円)であった。 18歳未満の家族は除外し、64歳以上の家族を含めるとすると、1.4%ほどが貧困線以下で生活しているとされる。

## 著名な出身人物
- メル・キーパージュニア、 ESPN、NFLドラフトのアナリスト
- ランディ・マクミラン、元NFL、インディアナポリスコルツの選手